# Biziura delautouri
Biziura delautouri — вимерлий вид водних птахів родини качкових (Anatidae). Він був ендеміком Нової Зеландії та вимер після появи на островах людей.

## Історія дослідження
Спершу птах був відомий з єдиної передплюсни, яка лежала у купі з великою кількістю кісток моа в Енфілді, поблизу Оамару на Південному острові Нової Зеландії. Вперше він був описаний як Biziura delautouri в березні 1892 року доктором Генрі Форбсом, тодішнім директором Кентерберійського музею в Крайстчерчі, який назвав вид на честь доктора Г. де Лотура з Оамару, який допоміг придбати зразок. В іншій статті Форбс пізніше використав назву Biziura lautouri, але попередня назва має пріоритет.
Пізніше було отримано додатковий матеріал з пляжу Марфеллс, що прилягає до озера Грасмір на північно-східній частині Південного острова, і описав його в 1969 році Рон Скарлетт, який вважав, що птах відноситься до Biziura lobata. Пізніше знахідки скам'янілостей качки були зроблені на озері Поукава та пляжі Вайкуку на Північному острові.